# Kuohledra kuohi
Kuohledra kuohi är en insektsart som beskrevs av Cai och He 1997. Kuohledra kuohi ingår i släktet Kuohledra och familjen dvärgstritar. Inga underarter finns listade i Catalogue of Life.